# 高槻市立富田小学校
高槻市立富田小学校（たかつきしりつ とんだしょうがっこう）は、大阪府高槻市昭和台町一丁目にある公立小学校。通称は「富小」（とんしょう）。

## 沿革
- 1873年7月21日 - 第9大区3小区第1番小学校として創立
- 1882年4月25日 - 島上郡第3学区富田小学校に改称
- 1885年1月26日 - 島上郡第4学区富田小学校に改称
- 1893年4月1日 - 三島郡富田町立富田尋常小学校に改称
- 1904年7月1日 - 三島郡富田尋常高等小学校に改称
- 1941年4月1日 - 三島郡富田国民学校に改称
- 1947年4月1日 - 三島郡富田町立小学校に改称
- 1950年3月10日 - 校歌制定
- 1956年9月30日 - 高槻市富田小学校に改称
- 1958年7月15日 - プール竣工
- 1962年5月1日 - 養護学級設置
- 1968年 - 高槻市立柳川小学校を分離
- 1969年1月1日 - 体育館竣工
- 1973年4月1日 - 高槻市立赤大路小学校を分離

## 通学区域
- 高槻市 昭和台町1・2丁目、富田町2～6丁目

卒業生は基本的に高槻市立第四中学校へ進学する。

## 交通アクセス
JR京都線 摂津富田駅または阪急京都線 富田駅から徒歩約10分。